# Groß Kottorz
Groß Kottorz, polnisch Kotórz Wielki (1936–1945: Groß Kochen) ist eine Ortschaft in Oberschlesien. Groß Kottorz liegt in der Gmina Turawa im Powiat Opolski in der polnischen Woiwodschaft Opole.
Seit 2012 ist Groß Kottorz offiziell zweisprachig (Polnisch und Deutsch).

## Geographie

### Geographische Lage
Groß Kottorz liegt in der historischen Region Oberschlesien im Oppelner Land. Der Ort liegt zwei Kilometer südlich vom Gemeindesitz Turawa und zwölf Kilometer nordöstlich von der Kreisstadt und Woiwodschaftshauptstadt Opole.
Der Ort liegt in der Nizina Śląska (Schlesischen Tiefebene) innerhalb der Równina Opolska (Oppelner Ebene). Groß Kottorz befindet sich westlich des Turawa-Sees.

### Nachbarorte
Nachbarorte von Groß Kottorz sind im Westen Klein Kottorz (Kotórz Mały), im Norden der Gemeindesitz Turawa, im Südosten Szczedrzyk (dt. Sczedrzik) und im Süden Tempelhof (Niwki).

## Geschichte

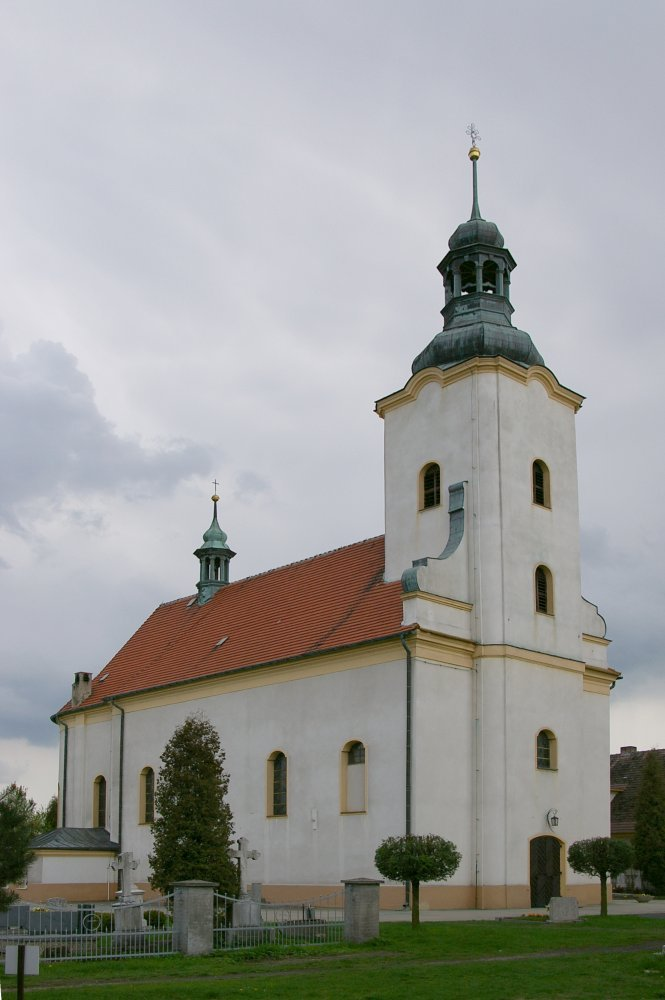
Kirche St. Michael

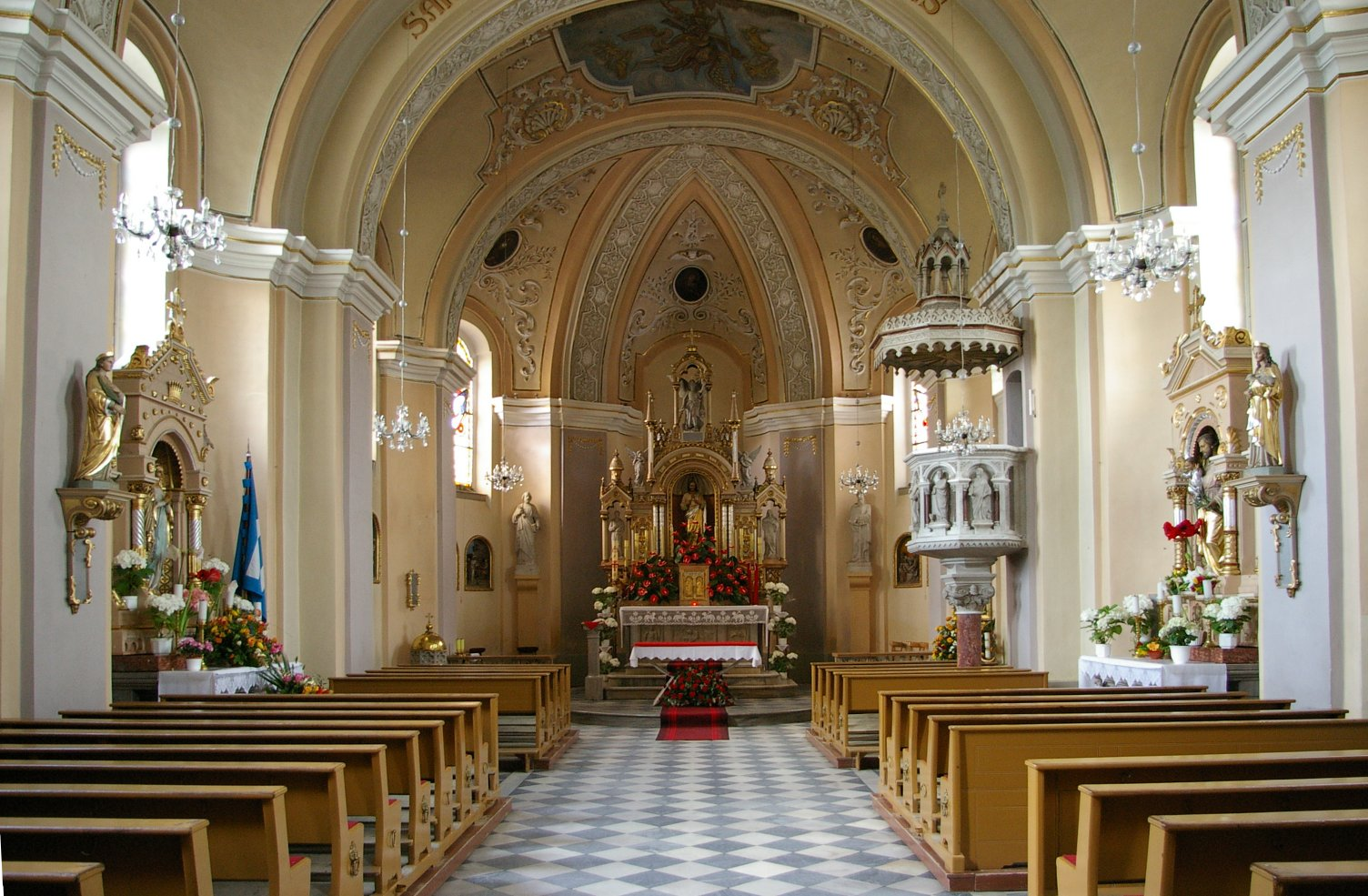
Innenansicht der Kirche

Der Ort wurde 1295 erstmals urkundlich erwähnt. Im Liber fundationis episcopatus Vratislaviensis von 1295 wird der Ort als „Chotors“ erwähnt. 1399 wurde der Ort als Magna Kottocz.
Nach dem Ersten Schlesischen Krieg 1742 fiel Groß Kottorz mit dem größten Teil Schlesiens an Preußen. 1782 wurde auf Initiative von Anna Barbara von Gaschin aus Turawa eine neue Kirche erbaut. Die Kirche wurde durch Bischof Emanuel Schymowski geweiht.
Nach der Neuorganisation der Provinz Schlesien gehörte die Landgemeinde Groß Kottorz ab 1816 zum Landkreis Oppeln im Regierungsbezirk Oppeln. 1840 wurde eine massive Schule erbaut und der Ort zählte 385 Einwohner. 1845 bestanden im Dorf eine katholische Pfarrkirche, eine katholische Schule, ein Hospital, ein Vorwerk, ein Pechofen sowie 77 Häuser. Im gleichen Jahr lebten in Groß Kottorz 378 Menschen, davon sieben jüdisch. 1865 hatte der Ort neun Bauern-, 20 Gärtner- und 24 Häuslerstellen, außerdem wird zu diesem Zeitpunkt ein Hospital erwähnt. 1874 wurde der Amtsbezirk Turawa gegründet, welcher aus den Landgemeinden Friedrichsfelde, Groß Kottorz, Klein Kottorcz, Kobyllno und Turawa und den Gutsbezirken Kobyllno und Turawa bestand.
Bei der Volksabstimmung in Oberschlesien am 20. März 1921 stimmten 164 Wahlberechtigte für einen Verbleib bei Deutschland und 164 für Polen. Groß Kottorz verblieb beim Deutschen Reich. 1933 lebten im Ort 547 Einwohner. Am 19. Mai 1936 wurde der Ort in Groß Kochen umbenannt. 1939 hatte der Ort 474 Einwohner. Bis 1945 befand sich der Ort im Landkreis Oppeln.
1945 kam der bisher deutsche Ort unter polnische Verwaltung und wurde in Kotórz Wielki umbenannt und der Woiwodschaft Schlesien angeschlossen. 1950 kam der Ort zur Woiwodschaft Opole. 1999 kam der Ort zum wiedergegründeten Powiat Opolski. Am 8. März 2012 erhielt der Ort zusätzlich den amtlichen deutschen Ortsnamen Groß Kottorz.

## Sehenswürdigkeiten
- Die römisch-katholische Kirche St. Michael (poln. Kościół św. Michała Archanioła) wurde zwischen 1782 und 1784 im barocken Stil erbaut. Bereits seit dem 13. Jahrhundert bestand an gleicher Stelle eine hölzerne Kapelle. Am 25. Juni 1801 wurde die Kirche durch den Breslauer Bischof Emanuel Schimonski geweiht.[8] Seit 1959 steht das Gotteshaus unter Denkmalschutz.[9]
- Denkmal für die Gefallenen und Opfer im Ersten Weltkrieg und Zweiten Weltkrieg
- Bildstock mit Figur der Heiligen Hedwig von Schlesien
- Bildstock
- Wegkreuz

## Vereine
- Deutscher Freundschaftskreis
- Freiwillige Feuerwehr OSP Kotórz Wielki

## Persönlichkeiten
- Theodor Jankowski (1852–1919), polnischer katholischer Geistlicher und Pfarrer im Ort